# Mitsubishi Fuso Aero Midi (первое поколение)
Mitsubishi Fuso Aero Midi I — японский пассажирский автобус, выпускавшийся корпорацией Mitsubishi Fuso с 1988 по 1993 годы. Является первой моделью серии автобусов Mitsubishi Fuso Aero Midi. Сменил автобусы серии MK.

## История
Автобус являлся одним из первых бензиновых, но при этом экологически-чистых автобусов. Так как MK Series слишком загрязнял окружающую среду, в начале 1988 года его сняли с производства.